# Disa glandulosa
Disa glandulosa là một loài thực vật có hoa trong họ Lan. Loài này được Burch. ex Lindl. mô tả khoa học đầu tiên năm 1838.